# Baillonella toxisperma
Baillonella toxisperma är en tvåhjärtbladig växtart som beskrevs av Jean Baptiste Louis Pierre. Baillonella toxisperma ingår i släktet Baillonella och familjen Sapotaceae. IUCN kategoriserar arten globalt som sårbar. Inga underarter finns listade i Catalogue of Life.

## Bildgalleri